# Pezotagasta bredoi
Pezotagasta bredoi is een rechtvleugelig insect uit de familie Pyrgomorphidae. De wetenschappelijke naam van deze soort is voor het eerst geldig gepubliceerd in 1961 door Dirsh.